# Sollevamento pesi ai Giochi dell'Amicizia
Le gare di sollevamento pesi dei Giochi dell'Amicizia si disputarono a Varna, in Bulgaria, al Palazzo della cultura e dello sport tra il 12 e il 16 settembre 1984.
Vi parteciparono 80 atleti in 10 categorie di peso. Furono stabiliti 16 record mondiali ufficiali (30 considerando quelli non ufficiali ottenuti subito dopo la competizione), di cui 6 nel totale e 10 nelle singole specialità.

## Titoli in palio
| Categoria            | Eventi         |
| -------------------- | -------------- |
| Pesi mosca           | Fino a 52 kg   |
| Pesi gallo           | Fino a 56 kg   |
| Pesi piuma           | Fino a 60 kg   |
| Pesi leggeri         | Fino a 67.5 kg |
| Pesi medi            | Fino a 75 kg   |
| Pesi massimi leggeri | Fino a 82.5 kg |
| Pesi mediomassimi    | Fino a 90 kg   |
| Pesi massimi primi   | Fino a 100 kg  |
| Pesi massimi         | Fino a 110 kg  |
| Pesi supermassimi    | Oltre i 110 kg |

## Risultati
| Evento       | Oro                | Oro   | Argento             | Argento | Bronzo             | Bronzo |
| ------------ | ------------------ | ----- | ------------------- | ------- | ------------------ | ------ |
| 52 kg        | Neno Terzijski     | 252,5 | Béla Oláh           | 232,5   | Hoi Zong-sou       | 227,5  |
| 56 kg        | Naim Sjulejmanov   | 297,5 | Oksen Mirzoyan      | 295,0   | Gabriel Enseñat    | 230,0  |
| 60 kg        | Stefan Topurov     | 322,5 | Yourik Sargsyan     | 315,0   | Anton Kodžabašev   | 295,0  |
| 67,5 kg      | Janko Rusev        | 337,5 | Aleksandăr Vărbanov | 335,0   | Marek Seweryn      | 315,0  |
| 75 kg        | Zdravko Stoičkov   | 377,5 | Vladimir Kuznecov   | 362,5   | István Messzi      | 340,0  |
| 82.5 kg      | Jurij Vardanjan    | 405,0 | Asen Zlatev         | 385,0   | László Király      | 370,0  |
| 90 kg        | Viktor Solodov     | 422,5 | Blagoj Blagoev      | 400,0   | Andrzej Piotrowski | 375,0  |
| 100 kg       | Pavel Kuznecov     | 427,5 | Andor Szanyi        | 390,0   | Miloš Čiernik      | 385,0  |
| 110 kg       | Leonid Taranenko   | 442,5 | Jurij Zacharevič    | 427,5   | Janko Georgiev     | 412,5  |
| Oltre 110 kg | Anatolij Pisarenko | 465,0 | Aleksandr Kurlovič  | 462,5   | Robert Skolimowski | 415,0  |

## Medagliere
| Posiz. | Nazione          | Oro | Argento | Bronzo | Totale |
| ------ | ---------------- | --- | ------- | ------ | ------ |
| 1      | Unione Sovietica | 5   | 5       | 0      | 10     |
| 2      | Bulgaria         | 5   | 3       | 2      | 10     |
| 3      | Ungheria         | 0   | 2       | 2      | 4      |
| 4      | Polonia          | 0   | 0       | 3      | 3      |
| 5      | Cuba             | 0   | 0       | 1      | 1      |
| 5      | Cecoslovacchia   | 0   | 0       | 1      | 1      |
| 5      | Corea del Nord   | 0   | 0       | 1      | 1      |
| Totale | Totale           | 10  | 10      | 10     | 30     |